# Lolo Penel
Der Lolo Penel ist ein Berg im osttimoresischen Verwaltungsamt Lolotoe (Gemeinde Bobonaro). Er befindet sich im Nordosten des Sucos Opa, im Osten der Aldeia Tepa. Er hat eine Höhe von 1261 m.
Der Tefawa ist Teil eines Gebirgszuges, der im Südwesten mit dem Tulo (1285 m) beginnt und im Osten bis zum Lolo Manukati (1193 m) reicht. Direkter Nachbar des Tefawa ist im Nordwesten der Tefawa (1275 m). Nördlich liegen die drei Siedlungen Holak, Tesigele und Gulumugun. Die Region ist von Hochlandwäldern geprägt.